# Fáy Györgyi
Fáy Györgyi (Eger, 1924. június 21. – Budapest, 2014. december 3.) magyar színésznő.

## Életpályája
Egerben született, 1924. június 21-én. Családjának egyik ismert felmenője Fáy András író, politikus. 1947-ben szerzett színészi diplomát a Színművészeti Főiskolán. Pályáját Győrben kezdte. 1953-tól 1981-ig, nyugdíjazásáig az Állami Déryné Színház illetve 1978-tól a jogutód Népszínház társulatának színésznője volt. Nyugdíjasként is foglalkoztatták, játszott a Nemzeti Színházban és a Várszínházban. Különböző női karakterek megformálása mellett, főszereplőként gyakran játszott fiúszerepeket is (Nemecsek, Twist Oliver, Tom Canty).

## Fontosabb színházi szerepei
- Molière: Tartuffe... Pernelle asszonyság
- George Bernard Shaw: Warrenné mestersége... Vivie
- Victorien Sardou: A szókimondó asszonyság... Elise; Juliette
- Branislav Nušić: Dr. Pepike... Proticsné
- Mark Twain: Koldus és királyfi... Tom Canty
- Charles Dickens: Twist Oliver... Twist Oliver
- Henrik Ibsen: Peer Gynt... szereplő
- Thornton Wilder: A mi kis városunk... Egy hölgy az erkélyen
- Robert Graves: Én, Claudius... Urgulánia
- Horace McCoy: A lovakat lelövik, ugye?... Mrs. Witcher
- Szergej Vlagyimirovics Mihalkov: Balatoni csetepaté... Bartos Zsuzsa
- Vaszilij Vasziljevics Kandinszkij: Egyszerű kislány… ...Aki kezeli
- Vlagyimir Abranovics Dihovicsnij - Mark Szlobodszkij: Sose halok meg... Csipesz főorvosnő
- Georgiev Koljo: Önmagunk bírái... Nadja, Aszen felesége
- Dimitar Dimov: Elkárhozottak... Fanny
- Madách Imre: Az ember tragédiája... Hippia; Heléna; Cigányasszony; Egy anya
- Szigligeti Ede: Szökött katona... Korpádiné
- Jókai Mór: A gazdag szegények... Lidia
- Jókai Mór: Rab Ráby... Fruzsina
- Móricz Zsigmond: Pillangó... Irma
- Molnár Ferenc: A Pál utcai fiúk... Nemecsek
- Heltai Jenő: A tündérlaki lányok... Olga
- Bródy Sándor: A tanítónő... Kántorkisasszony
- Illyés Gyula: Fáklyaláng... Kossuthné
- Örkény István: Tóték... Tótné
- Tamási Áron: Énekes madár... Gondos Regina
- Gyárfás Miklós: Kisasszonyok a magasban... Piroska, a szemtelen kisasszony
- Gyárfás Miklós: Egérút... Orbók Istvánné, egy nagy gépkocsivezető felesége
- Mészöly Dezső: Éva lánya... Csobánczyné, szépasszony
- Hubay Miklós: Freud, az álomfejtő álma (Különös nyáréjszaka)... Marie
- Csizmarek Mátyás: A borjú... Bori
- Darvas József: Szakadék... Kovács Ferencné
- Darvas József: Pitypang... Pirosné
- Tabi László: Enyhítő körülmény... Klára
- Sós György: Pettyes... Kati
- Láng György - Fjodor Mihajlovics Dosztojevszkij: Két férfi az ágy alatt... Glafira
- Szabó Magda: Kígyómarás... Jolán, Kémeryék szolgálója
- Galgóczi Erzsébet: Vidravas... Márta, házvezetőnő Emma asszonynál
- Vészi Endre: Le az öregekkel!... szereplő
- Tóth Miklós: Mézesmadzag... Rózsi
- Tóth Miklós: Jegygyűrű a mellényzsebben... Kartalné
- Bárány Tamás: Napkeleti királyasszony... Datolyaág, a sah felesége

## Filmek, tv
- Hatholdas rózsakert (1970)
- Egymásra nézve (1982)
- Família Kft. (sorozat)

- Kenyérpusztítók című rész (1994) ... Joli néni
- Kis Romulusz (sorozat)

- 3. rész (1995)